# Стокгольмский архипелаг
Стокгольмский архипелаг (швед. Stockholms skärgård) — крупнейший архипелаг в Швеции и один из крупнейших в Балтийском море.

## География

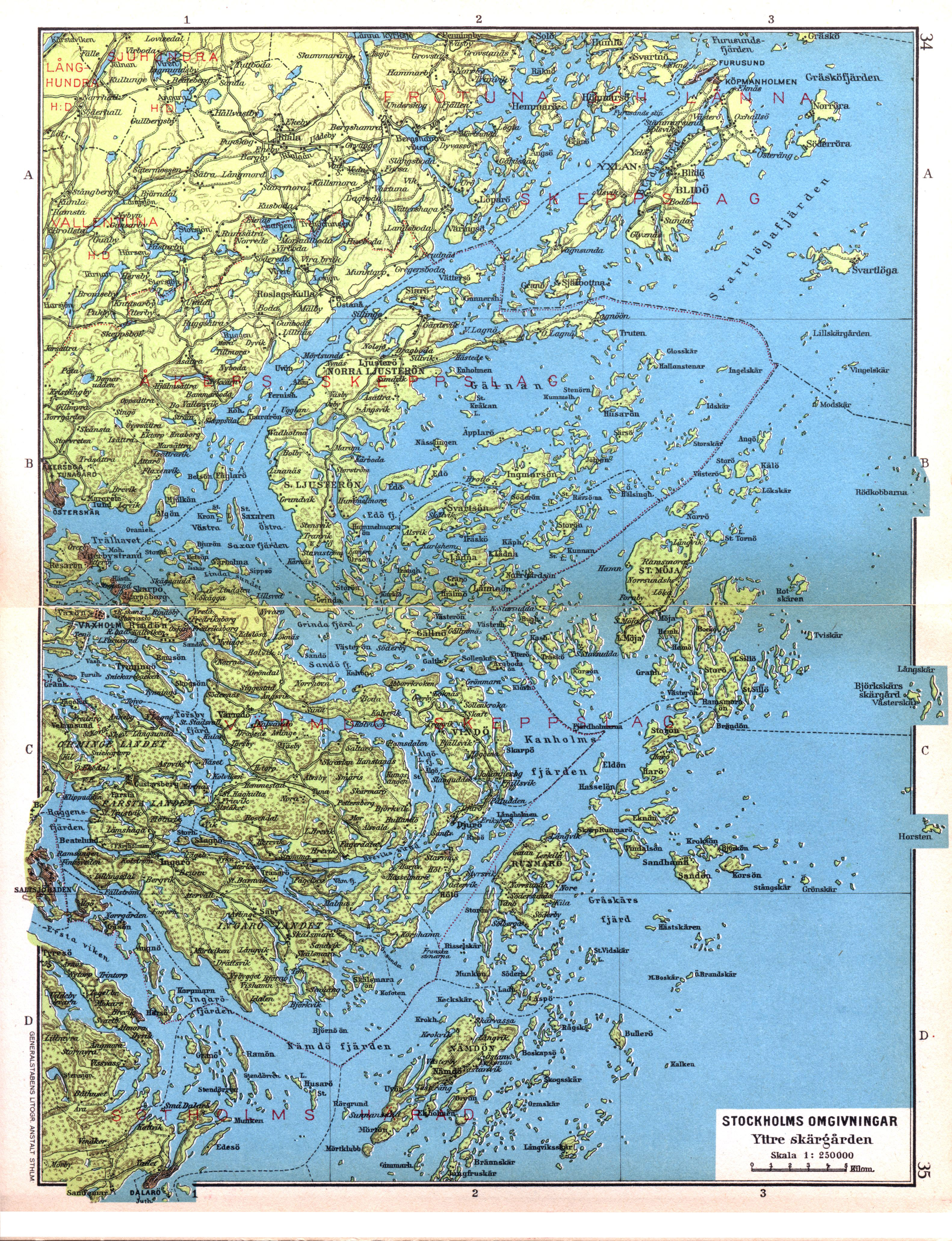
Стокгольмский архипелаг

Архипелаг растянулся на 60 км к востоку от Стокгольма. С юга на север он располагается вдоль побережья провинций Сёдерманланд и Уппланд. Самый южный остров архипелага — Эя, северный — Веддё. С востока острова отделены от Аландских проливом Южный Кваркен. Всего в архипелаге насчитывается около 24 000 островов, островков и скал, крупнейшие из которых — Вермдё, Гринда, Ингарё, Исё, Мёя, Немдё, Рёдлёга, Свартсё, Тюнниигё, Утё, Финнхамн, Хусарё и Юстерё.
Крупнейшими городами архипелага, кроме части Стокгольма, являются Густавсберг и Ваксхольм. Село Иттербю, расположенное на острове Ресарё, знаменито тем, что в честь него названы четыре химических элемента (эрбий, тербий, иттербий, иттрий).
Все судоходные линии из Балтики в Стокгольм проходят сквозь архипелаг. Существует три главных прохода для глубокомерных судов — Ландсорт, Сандхамн и Сёдерарм.

## История
Ландшафт островов во времена викингов был совершенно другим, с тех пор он сильно изменился и продолжает меняться в наши дни вследствие ежегодного поднятия суши на 5 мм. 
В 1719 году население архипелага составляло около 2900 человек — преимущественно рыбаков. По данным 2005 года, на его островах насчитывается 14 212 жителей. Сегодня архипелаг является популярным местом отдыха, преимущественно среди жителей Стокгольма. Для сохранения уникальной природы и культуры островов был образован Фонд Стокгольмского архипелага, который владеет приблизительно 15 % его территории.

## Культура

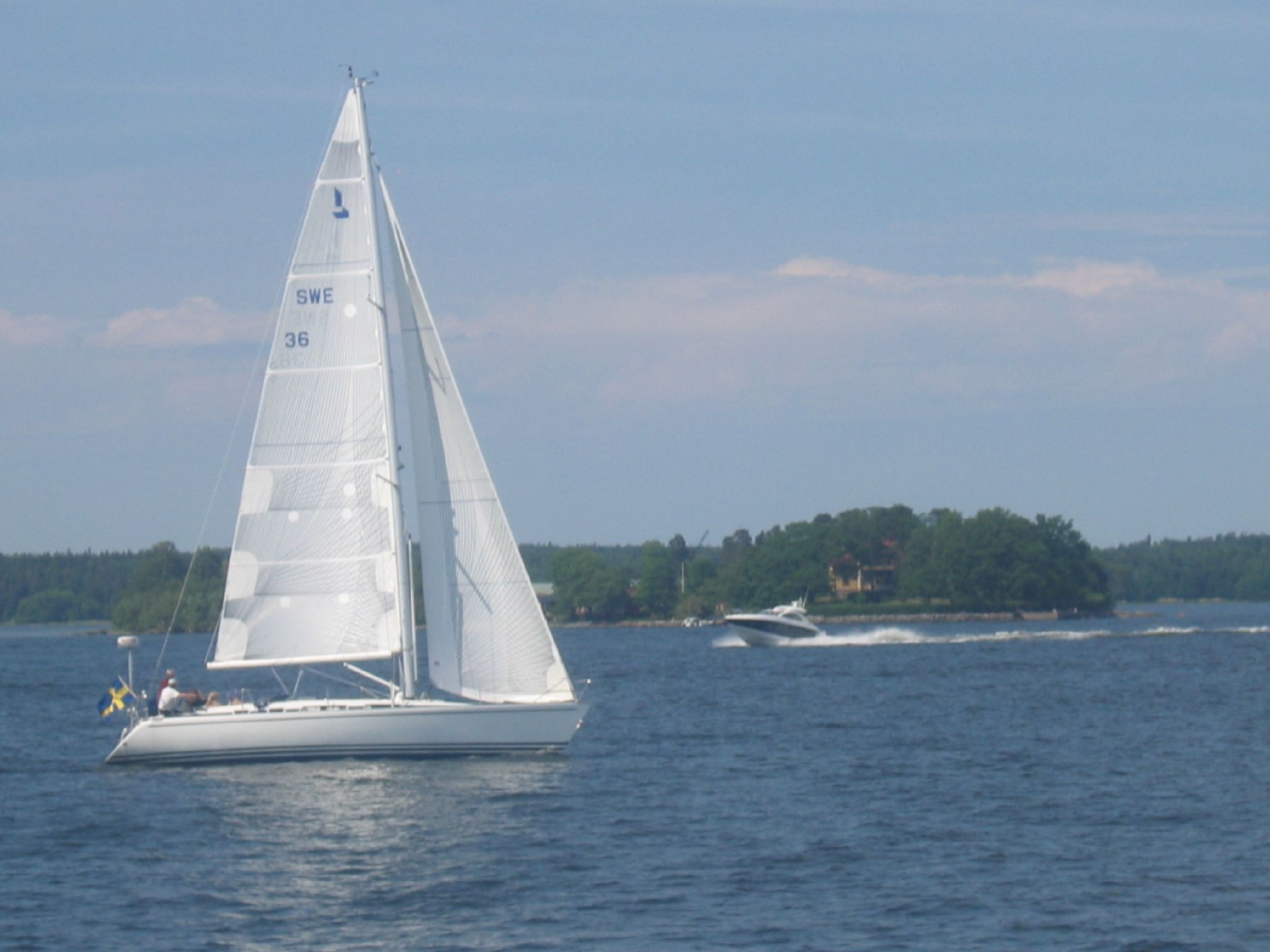
Стокгольмский архипелаг

Многие поэты и писатели, посетившие архипелаг, были очарованы красотой его природы и посвящали ему своё творчество. Среди них были Август Стриндберг, Туре Нерман, Роланд Свенссон, Эрнст Дидринг и Алистер Кроули.
На маленьком острове Норрёре режиссером Улле Хелльбумом был снят по сценарию Астрид Линдгрен 13-серийный телефильм «Мы — на острове Сальткрока» (швед. Vi på Saltkråkan), представленный зрителям в 1964 году, а затем увидела свет одноимённая повесть. Эти произведения и их герои, особенно маленькая девочка Чёрвен, обрели широкую популярность не только в Швеции, но и далеко за её пределами, и вот уже более полувека по «Острову Чёрвен» летом проводятся экскурсии.
Среди летних видов спорта на архипелаге наиболее популярна гребля, среди зимних — конькобежный спорт.